# La Talaia (Vidrà)
La Talaia és una muntanya de 1.251 metres que es troba al municipi de Vidrà, a la comarca d'Osona.